# 400 Madison Avenue
400 Madison Avenue es un edificio de oficinas de 22 pisos en el Midtown Manhattan de Nueva York (Estados Unidos). Está situado a lo largo de la acera occidental de la avenida Madison entre las calles 47 y 48, cerca de Grand Central Terminal. 400 Madison Avenue fue diseñado por H. Craig Severance con detalles arquitectónicos neogóticos.
El edificio fue erigido dentro de "Terminal City", una colección de edificios ubicados sobre las vías subterráneas de Grand Central y, como tal, ocupa los derechos aéreos inmobiliarios sobre estas vías. El lote de 400 Madison Avenue es relativamente estrecho, con unos 61 m de largo y menos de 13,7 de ancho, pero tiene un "revestimiento" de oficinas a lo largo de sus tres fachadas principales y un pequeño núcleo de oficinas en el centro. El edificio tiene varios retranqueos para cumplir con la Ley de Zonificación de 1916. La fachada de terracota de color crema estaba destinada a reflejar la luz.
El edificio fue construido entre 1927 y 1928 por George A. Fuller Company. A pesar de ser relativamente estrecho, el edificio atrajo a empresarios que buscaban oficinas pequeñas e imponentes. La Comisión de Preservación de Monumentos Históricos de la Ciudad de Nueva York designó a 400 Madison Avenue como un lugar emblemático oficial en 2016.

## Sitio
400 Madison Avenue se encuentra en el barrio de Midtown Manhattan de la ciudad de Nueva York. Limita con Madison Avenue al este, la calle 48 al norte y la 47 al sur. El terreno cubre 835 m² con un frente de 61 m en Madison Avenue y 13,6 m en las calles 47 y 48. Los edificios cercanos incluyen la antigua Biblioteca Mercantil de Nueva York al oeste, la Torre 49 al norte, 270 Park Avenue al este y 383 Madison Avenue al sureste.
La finalización de la Grand Central Terminal subterránea en 1913 dio como resultado el rápido desarrollo de Terminal City, el área alrededor de Grand Central, así como un aumento correspondiente en los precios de los bienes raíces. Entre estos se encontraban edificios de oficinas como Chanin Building, Bowery Savings Bank Building y New York Central Building, así como hoteles como Biltmore, Commodore, Waldorf Astoria y Summit. Para 1920, el área se había convertido en lo que The New York Times llamó "un gran centro cívico". Irwin Chanin, que había desarrollado el edificio Chanin, creía que el área alrededor de Grand Central Terminal tenía potencial de crecimiento debido a la construcción de hoteles y edificios de apartamentos en Tudor City, Sutton Place y Lexington y Park Avenues. Antes del desarrollo de 400 Madison Avenue, el sitio del edificio estaba ocupado por Ritz Chambers y Carlton Chambers, un par de casas de apartamentos inmediatamente al norte del Hotel Ritz-Carlton.

## Diseño
El edificio fue diseñado por H. Craig Severance y erigido por George A. Fuller Company. Consta de 22 pisos, incluido el ático. El edificio mide 73,5 m de altura alto hasta su techo. Los pisos 15, 17 y 20 del edificio contienen retranqueos para cumplir con la Ley de Zonificación de 1916. El lote de tierra está dentro de un distrito de zonificación "2X", lo que permite que el primer revés sea de 48,8 m encima del suelo. A diferencia de estructuras similares en lotes pequeños, como el edificio Fred F. French, 400 Madison Avenue es simétrico.
George Shepard Chappell, escribiendo en The New Yorker bajo el seudónimo "T-Square", criticó la forma de 400 Madison Avenue como "angustiosamente pretenciosa" con detalles "completamente innecesarios" en la fachada. Sin embargo, el diseño fue elogiado en la revista Architecture and Building como "un adorno distintivo" de Madison Avenue, con un "frente de bloque sumamente interesante".

### Fachada
El diseño de 400 Madison Avenue estaba destinado a contener un motivo francés, pero en la práctica, el énfasis del diseño estaba en los pilares verticales de la fachada. El exterior está hecho de terracota arquitectónica de color crema con detalles decorativos neogóticos. William LaZinsk, arquitecto de la empresa Severance, explicó que se utilizó terracota crema porque podía absorber y reflejar la luz solar. Según LaZinsk, la terracota crema podría usarse para formar reflejos y sombras que "varían con la posición cambiante del sol", incluso si estos detalles mantuvieron el mismo efecto general durante todo el día. Las tres fachadas son relativamente similares en diseño, con la mayor parte de la ornamentación en los pisos más bajos y más altos. Los cinco pisos inferiores contienen ventanas grandes, mientras que los otros pisos contienen ventanas más pequeñas.
En la base, hay once tramos en Madison Avenue. Los vanos tercero y noveno de sur a norte son estrechos, correspondientes a una ventana en los pisos superiores, mientras que los otros vanos son anchos, correspondientes a dos ventanas. En las calles 47 y 48, hay tres tramos: una bahía estrecha flanqueada por dos más anchas. La fachada principal en Madison Avenue tiene una planta baja revestida con granito rosa, así como ocho escaparates y dos ventanas adicionales. Esta fachada contenía originalmente un gran portal de entrada, que se eliminó antes de 1983. La fachada lateral de la calle 47 tenía otra entrada arqueada, que se convirtió en un escaparate en algún momento después de 1940. Las aberturas de los escaparates están separadas por pilastras verticales y contienen elementos decorativos como chevrones, cuadrifolios, colonetas y remates.
Los pisos segundo a cuarto en todos los lados tienen la cabeza cuadrada en el segundo y tercer piso y están arqueados segmentados en el cuarto piso. En Madison Avenue, los tramos estrechas están flanqueadas por columnas comprometidas de tres pisos, que están coronadas por capiteles foliados. En el quinto piso, las siete tramos centrales de Madison Avenue (que comprenden las dos tramos estrechas y cinco tramos más anchas entre ellas) están coronadas por una banda gruesa con motivos góticos conectados por tabernáculos con crockets. Las fachadas laterales y los tramos exteriores de Madison Avenue están coronadas por bandas que se asemejan a colonettes.
Los pisos del sexto al decimocuarto tienen un diseño similar entre sí. En todos los lados, las ventanas en cada uno de los pisos del sexto al decimocuarto están generalmente separadas verticalmente por pilares ligeramente salientes y horizontalmente por paneles empotrados de enjuta. La excepción son las ocho ventanas más externas en Madison Avenue, que tienen paneles de enjuta de tracería gótica salientes que separan las ventanas en los pisos 12 y 13. Sobre el piso 14, hay pabellones ligeramente salientes en la fachada de Madison Avenue, que contienen motivos estilizados. Los pisos 14 y 16 tienen varios motivos estilizados en los tramos centrales y elementos decorativos menos ornamentados en los tramos exteriores. Hay paneles empotrados que separan las ventanas horizontalmente en los pisos 17 al 20. El piso 21 está coronado por una "corona" con tracería gótica.

### Características

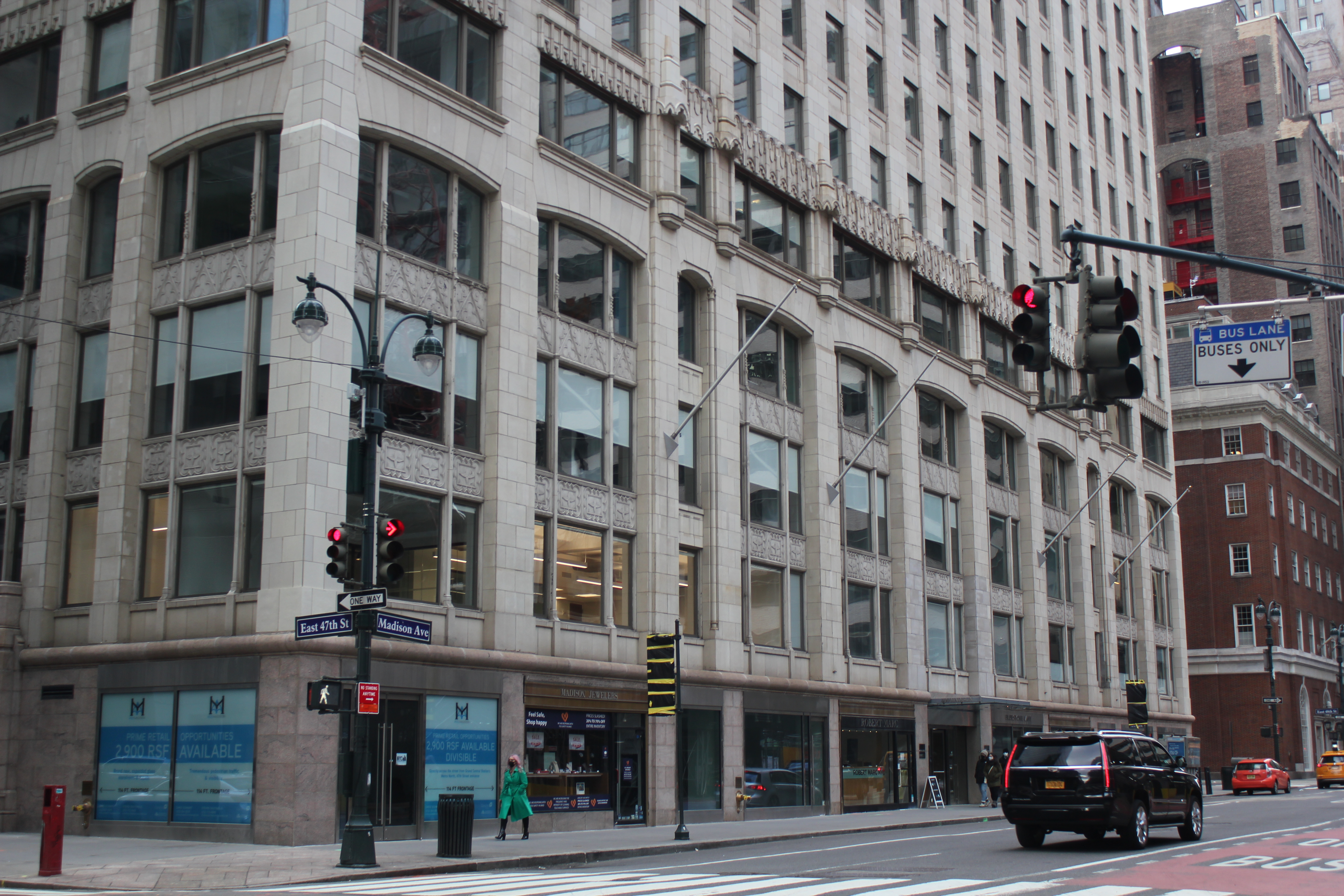
Visto desde 47th Street y Madison Avenue

400 Madison Avenue tiene aproximadamente 19 000 m² de área interior. Debido a la estrecha zona del lote, todas las oficinas estaban iluminadas por ventanas a lo largo de cualquiera de las tres fachadas de las calles y no había patio de luces. Los ascensores y pasillos se agruparon en la parte trasera u occidental del edificio. Como la Resolución de Zonificación de 1916 típicamente ordenaba que los pisos superiores de los edificios debían ser más pequeños que los pisos inferiores, la presencia de más huecos de ascensores redujo la cantidad de espacio utilizable en un edificio. En 400 Madison Avenue, cuatro huecos de ascensor se consideraron suficientes para dar servicio a todo el espacio interior. Según la revista Architecture and Building, el edificio se planeó con seis huecos de ascensor; los dos restantes se habrían utilizado si se hubiera desarrollado un anexo nunca terminado al oeste. Sin embargo, esto nunca ocurrió y los dos huecos de ascensor adicionales se utilizaron como espacio de almacenamiento en cada piso.
Los bordes del edificio están diseñados con una "fina capa" de oficinas. Esto significaba que todo el espacio de oficinas estaba dentro de los 8 o 9 m de una ventana. En ese momento, los promotores inmobiliarios creían que los "espacios de primera calidad" deberían estar ampliamente iluminados con luz natural; dicho espacio no puede tener más de 6 a 8,5 m de una ventana, ya que el espacio de oficinas a mayor profundidad perdería un valor significativo. La forma estrecha fue descrita por un artículo contemporáneo del New York Herald Tribune como "una estructura inusual tanto en apariencia como en una propuesta de alquiler de bienes raíces". Según un empleado de Severance, el área de la superficie de las ventanas era el 58 por ciento del área del piso. Cada piso tiene un promedio de 790 m².
La planta baja contenía nueve escaparates. También había un vestíbulo de entrada principal, flanqueado a ambos lados por escaleras de mármol que subían al entrepiso. El segundo piso y el entresuelo estaban destinados al uso de una institución financiera, como un banco.

## Historia

### Planificación y construcción
El banquero George L. Ohrstrom fundó 400 Madison Avenue Corporation en 1928 para erigir un edificio en esa dirección en la ciudad de Nueva York. En septiembre de 1928, 400 Madison Avenue Corporation propuso construir un edificio de oficinas de 20 pisos en Madison Avenue entre las calles 47 y 48. En ese momento, Egmont Estates tenía dos contratos de arrendamiento, cada uno de los cuales medía 30,5 m en Madison Avenue y un poco menos de 13,7 m en cualquier calle lateral. Estos contratos de arrendamiento, para los edificios de apartamentos Ritz Chambers y Carlton Chambers, no expiraron hasta la década de 2010. EA Johnson, vicepresidente de 400 Madison Avenue Corporation, dijo que Madison Avenue estaba experimentando un crecimiento comercial. Citó una encuesta de mediados de 1929 que encontró que, durante un período de diez horas en un día laborable típico, más de 600 000 personas pasaban por Madison Avenue entre las calles 42 y 50.

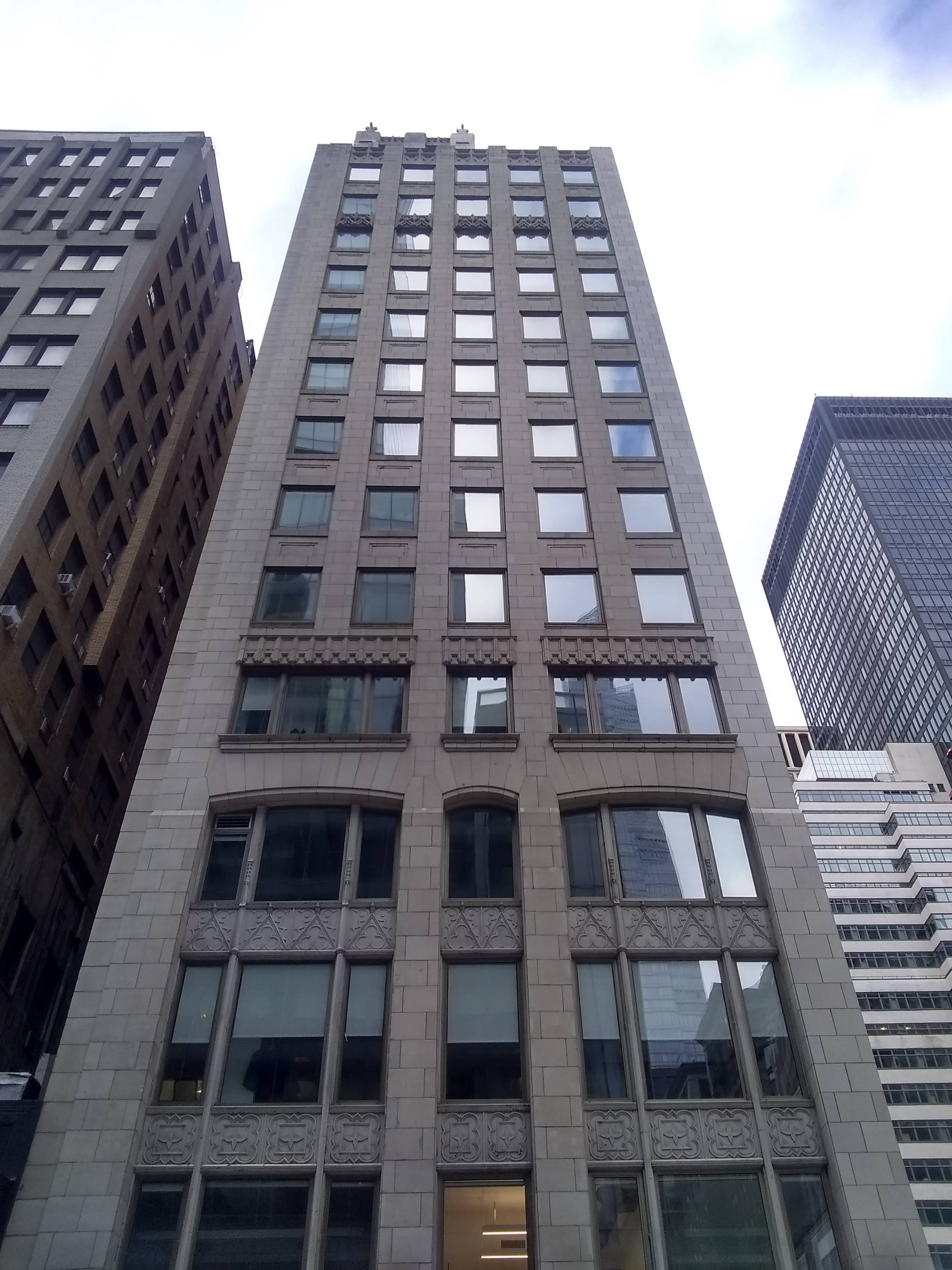
Fachada de la calle 47

En octubre de 1928, GL Ohrstrom & Co. Inc., junto con otras dos empresas asociadas con el proyecto, emitieron 1,9 millones de dólares en bonos de primera hipoteca, con vencimiento en veinte años. El mismo mes, H. Craig Severance Inc. presentó planes para un edificio de oficinas en el sitio, a un costo de 1,25 millones de dólares. El edificio fue diseñado específicamente para inquilinos de oficinas pequeñas, y la Compañía Charles F. Noyes fue contratada en enero de 1929 para alquilar el espacio. 400 Madison Avenue contenía menos de una sexta parte del espacio de piso del edificio Chrysler cercano, y los desarrolladores creían que había un mercado para firmas, profesionales y empresarios que querían "oficinas pequeñas pero impresionantes", como firmas financieras en Bajo Manhattan que deseaba una sucursal en Midtown. La mayoría de los otros edificios de oficinas en el área estaban destinados a grandes inquilinos, mientras que los pequeños inquilinos fueron relegados a estructuras de "segunda categoría" o quedaron "prácticamente sumergidos" por los principales inquilinos en las estructuras más grandes.
En agosto de 1929, el edificio estaba casi terminado, y los anuncios en periódicos como The New York Times y New York Herald Tribune promocionaban el pequeño espacio bien iluminado y el sitio central del edificio. Uno de esos anuncios, dirigido a abogados, elogiaba la proximidad a "muchas de las casas comerciales más importantes de Estados Unidos", así como a las tiendas, hoteles y apartamentos de la zona. Otro anuncio, destinado a firmas financieras, decía: "Estará orgulloso de recibir a sus clientes en un entorno así en esta dirección de prestigio dominante". En otros materiales promocionales, el número de la casa del edificio, 400, se utilizó para evocar a la clase alta. En la inauguración de 400 Madison Avenue, el Times caracterizó el edificio como uno de los varios edificios que componen el "Gran Cañón de los negocios del centro de la ciudad".

### Uso delsigloXX
El edificio se inauguró oficialmente el 1 de octubre de 1929. Los primeros inquilinos se dedicaban principalmente a la publicidad, las finanzas, los seguros, el derecho y los bienes raíces. Entre los primeros inquilinos se encontraban numerosas empresas que cotizaban en la Bolsa de Valores, como Cowen & Co. y Joseph Siven & Co. George McAneny, expresidente de la Junta de Concejales de la ciudad de Nueva York, arrendó casi un piso completo para la cadena de hoteles Ritz-Carlton, así como para la Asociación de Plan Regional, en los cuales tenía interés. También había un consulado búlgaro en el edificio, igual que la Liga de Mujeres Votantes de Nueva York, la empresa de calzado Lefcourt, y una oficina de turismo austriaca. Crouch & Fitzgerald, minoristas de equipaje, abrió en el edificio en 1932 y tuvo espacio en el edificio durante varias décadas. En 1931 se organizó un comité para proteger los intereses de los tenedores de bonos del edificio.
Posteriormente, otros inquilinos se mudaron al edificio porque estaba cerca de Times Square, Garment District, importantes editoriales, estudios de televisión y estudios de música y grabación. Las publicaciones incluyeron Family Circle, que tuvo oficinas allí entre 1932 y 1945, así como varias publicaciones de noticias durante la década de 1980. Además, el Council on Books in Wartime arrendó un espacio en 400 Madison Avenue para su sede durante la Segunda Guerra Mundial, enviando cerca de 123 millones de libros durante ese tiempo. Después de la Segunda Guerra Mundial, el edificio contenía las oficinas del productor David O. Selznick y la actriz Lucille Lortel.
Los inversores Kimmelman y Zauderer compraron una participación mayoritaria en 400 Madison Avenue de Girard Trust Company y Starrett Corporation en 1950. En ese momento, los ingresos por alquiler se estimaron en 11 millones de dólares. Nueve años más tarde, los inversores adquirieron la participación minoritaria en el edificio de Lefcourt Realty Corporation. Durante la década de 1960, el edificio contenía las oficinas de la correduría Hornblower & Weeks y en la década de 1970, contenía la Association of Black Foundation Executives.

### Uso delsigloXXI
En 1998, Macklowe Properties adquirió la hipoteca de 36 millones de dólaresdel edificio del administrador judicial. El vicepresidente ejecutivo de la empresa, William S. Macklowe, dijo que inicialmente la empresa buscaba grandes inquilinos; en ese momento, el treinta por ciento del edificio estaba vacío y el sistema eléctrico original permanecía en su lugar. Macklowe Properties decidió, en cambio, comercializar 400 Madison Avenue para inquilinos más pequeños, tanto por la demanda de pequeños inquilinos en su propiedad en 540 Madison Avenue, como por la proximidad de 400 Madison Avenue a una nueva entrada de Grand Central Terminal en 47th Street. La empresa renovó el ático y, en 2001, el edificio tenía unos 50 inquilinos, muchos de los cuales eran empresas financieras. El edificio recibió un préstamo sénior de 55 millones de dólares y un préstamo mezzanine de 11,5 millones de dólares en 2010.
ASB compró el edificio en 2012 por 139 millones de dólares, asumiendo una hipoteca de $ 45 millones, pero lo puso a la venta cuatro años después. A mediados de 2016, la Comisión de Preservación de Monumentos Históricos de la Ciudad de Nueva York (LPC) propuso proteger doce edificios en East Midtown, incluido 400 Madison Avenue, antes de los cambios propuestos en la zonificación del área. El 22 de noviembre de 2016, el LPC designó 400 Madison Avenue y otros diez edificios cercanos como puntos de referencia de la ciudad. ASB vendió 400 Madison Avenue en 2018 a la empresa coreana Daishin Securities por 194,5 millones de dólares.